# Spravljalnik
Spravljalnik ali kombajn je kmetijski stroj, ki »kombinira« oz. združuje opravila žetve, mlatenja in čiščenja žit ter drugih rastlin, uporabljanih za predelavo zrnja. Želeni rezultat, ki ga stroj proizvede, je separacija semen ali zrnja (med rastline sodijo koruza, soja, lan, oves, pšenica, rž, itd.); stranski produkt pa je slama, oziroma lupine rastlin, ki so jim odvzete vse hranilne vsebine.